# Hymenophyllum valvatum
Hymenophyllum valvatum är en hinnbräkenväxtart som beskrevs av William Jackson Hooker och Grev. Hymenophyllum valvatum ingår i släktet Hymenophyllum och familjen Hymenophyllaceae. Inga underarter finns listade.